# Ромен Сајс
Ромен Ганем Пол Сајс (арап. غانم سايس‎‎‎; фр. Romain Ghanem Paul Saïss); Бур де Пеаж, 26. март 1990) професионални је марокански фудбалер који једнако успешно игра у одбрани на позицији центархалфа, те у средини терена као дефанзивни везни играч. Тренутно наступа за Вулверхемптон.

## Клупска каријера
Сајс је фудбалску каријеру започео играјући за нижеразредне француске клубове, а први наступ у француској Лиги 1 имао је у сезони 2015/16. током које је играо за екипу Анжеа из истоименог француског града.
У августу 2016. по први пут напушта родну Француску и одлази у Енглеску где потписује четворогодишњи уговор са екипом Вулверхемптон вондерерса, вредан око 4 милиона евра. За Вулверхемптон је дебитовао већ 17. септембра у утакмици Чемпионшипа против Њукасла. У наредној сезони игра као стандардни првотимац и са Вулверхемптоном осваја титулу у Чемпионшипу и тако добија прилику да по први пут заигра у Премијер лиги.

## Репрезентативна каријера
Иако је рођен и одрастао у Француској, Сајс се одлучио да игра за Мароко, државу из које су пореклом његови родитељи. 
За репрезентацију Марока дебитовао је 14. новембра 2012. у пријатељској утакмици против Тогоа. Прво велико такмичење на ком је наступио било је Афричко првенство 2017. у Габону, где је одиграо све четири утакмице за Мароко који је поражен у четвртфиналу од Египта резултатом 0:1. Потом га је селетор Ерве Ренар уврстио и у тим за Светско првенство 2018. у Русији, где је одиграо комплетне две утакмице у групи Б против Ирана и Шпаније. 

### Голови за репрезентацију
| №  | Датум            | Место | Ривал | Голови | Резултат | Такмичење                |
| -- | ---------------- | ----- | ----- | ------ | -------- | ------------------------ |
| 1. | 20. јануар 2017. | Ојем  | Того  | 2:1    | 3:1      | Афрички куп нација 2017. |